# Iselma rubripennis
Iselma rubripennis es una especie de coleóptero de la familia Meloidae.

## Distribución geográfica
Habita en Sudáfrica.